# Chorey-les-Beaune
Chorey-les-Beaune település Franciaországban, Côte-d’Or megyében. Lakosainak száma 596 fő (2022. január 1.). Chorey-les-Beaune Aloxe-Corton, Savigny-lès-Beaune, Ladoix-Serrigny, Vignoles és Beaune községekkel határos.

## Népesség
A település népességének változása:
| Lakosok száma | 422  | 503  | 508  | 468  | 644  | 636  | 633  | 639  | 625  | 596  |
|               | 1968 | 1982 | 1990 | 2006 | 2013 | 2015 | 2017 | 2019 | 2020 | 2022 |